# NGC 1975

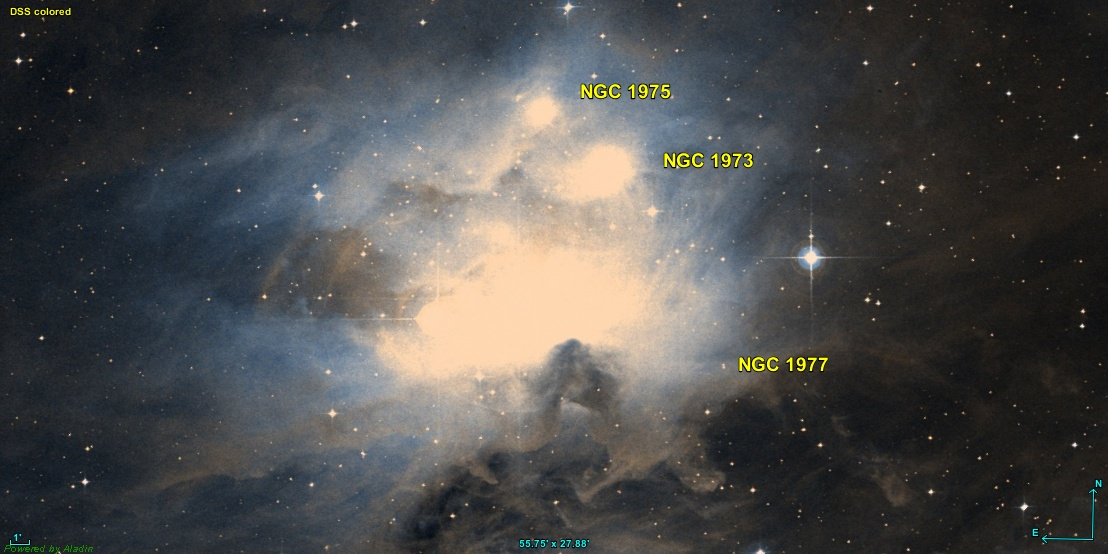

NGC 1975是猎户座的一個弥散星云。处于獵戶之劍的最北端，位于电离氢区SH2-279中，于1864年被德国天文学家海因里希·路易·达雷发现。